# Норт-Ріверсайд (Іллінойс)
Норт-Ріверсайд (англ. North Riverside) — селище (англ. village) в США, в окрузі Кук штату Іллінойс. Населення — 7426 осіб (2020).

## Географія
Норт-Ріверсайд розташований за координатами 41°50′46″ пн. ш. 87°49′35″ зх. д. / 41.84611° пн. ш. 87.82639° зх. д. (41.846142, -87.826283).  За даними Бюро перепису населення США в 2010 році селище мало площу 4,26 км², уся площа — суходіл.

## Демографія
Згідно з переписом 2010 року, у селищі мешкали 6672 особи в 2827 домогосподарствах у складі 1746 родин. Густота населення становила 1567 осіб/км².  Було 2981 помешкання (700/км²).
Расовий склад населення:
| - 81,2 % — білих - 6,5 % — чорних або афроамериканців - 2,1 % — азіатів - 0,1 % — корінних американців - 8,1 % — осіб інших рас |

До двох чи більше рас належало 1,9 %. Частка іспаномовних становила 23,8 % від усіх жителів.
За віковим діапазоном населення розподілялося таким чином: 20,8 % — особи молодші 18 років, 58,9 % — особи у віці 18—64 років, 20,3 % — особи у віці 65 років та старші. Медіана віку мешканця становила 43,5 року. На 100 осіб жіночої статі у селищі припадало 90,3 чоловіків;  на 100 жінок у віці від 18 років та старших — 86,3 чоловіків також старших 18 років.
Середній дохід на одне домашнє господарство  становив 66 599 доларів США (медіана — 59 821), а середній дохід на одну сім'ю — 77 829 доларів (медіана — 73 605). Медіана доходів становила 48 566 доларів для чоловіків та 43 227 доларів для жінок. За межею бідності перебувало 11,2 % осіб, у тому числі 12,3 % дітей у віці до 18 років та 5,3 % осіб у віці 65 років та старших.
Цивільне працевлаштоване населення становило 3322 особи. Основні галузі зайнятості: освіта, охорона здоров'я та соціальна допомога — 23,9 %, виробництво — 18,3 %, науковці, спеціалісти, менеджери — 11,3 %, оптова торгівля — 10,1 %.